# Wolf (cràter)
Wolf és un cràter d'impacte que es troba a la part central de la Mare Nubium, situat a l'hemisferi sud de la Lluna. Es localitza a nord-nord-oest de la plana emmurallada de Pitatus, i a l'est-sud-est del prominent cràter Bullialdus.

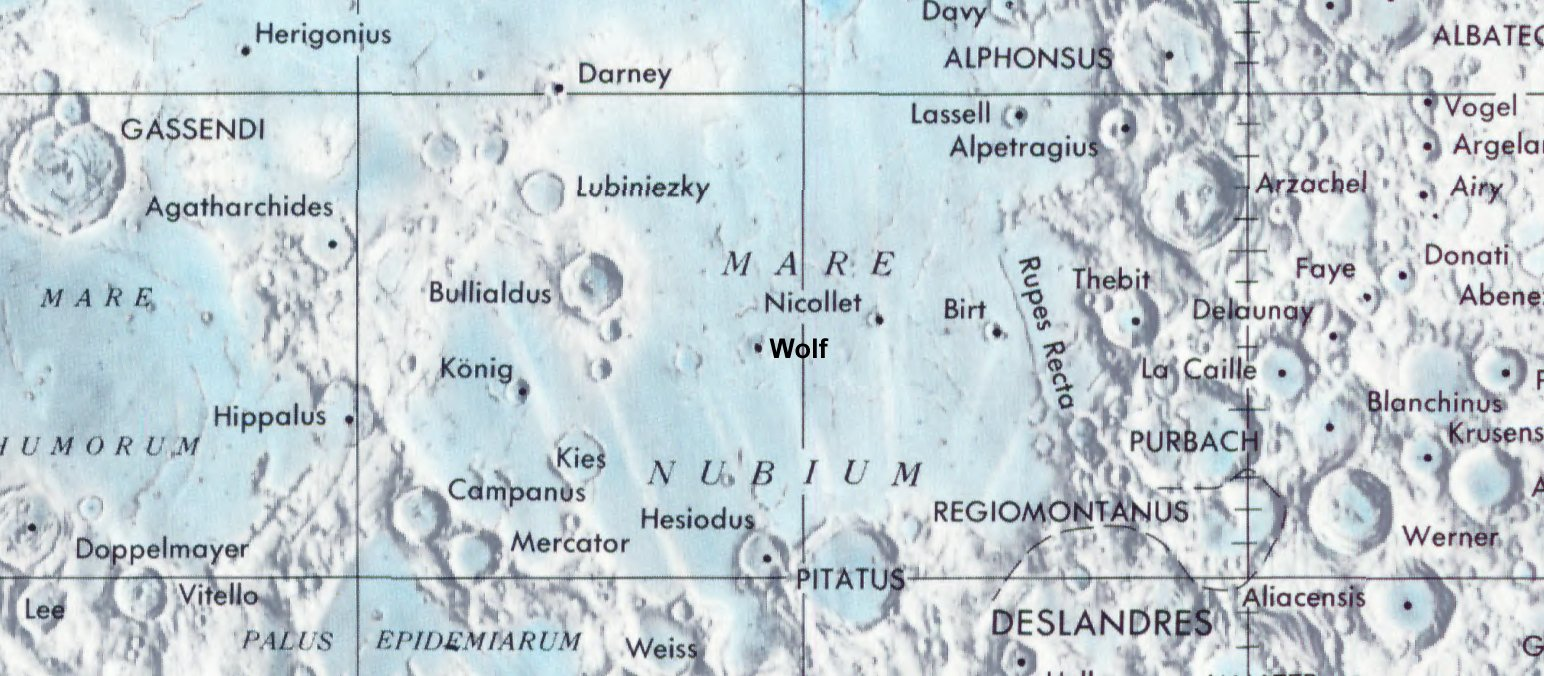
Localització de Wolf (centre de la imatge)
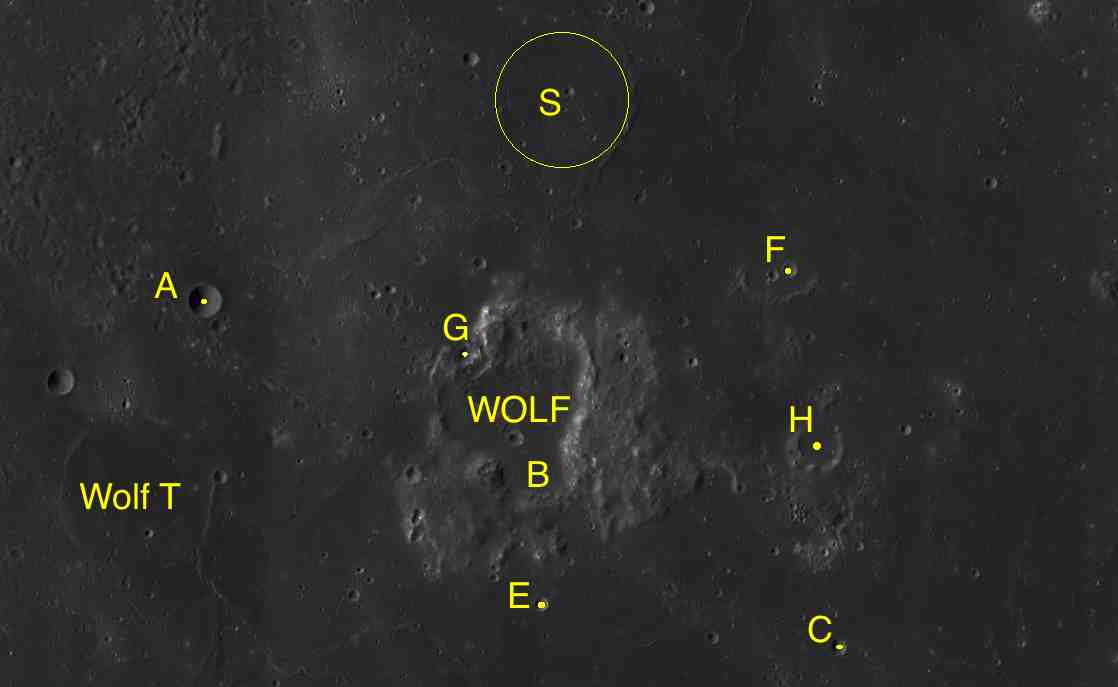
Cràters satèl·lits

El sòl interior d'aquest cràter ha estat completament inundat per la lava, deixant només una vora trencada i irregular que s'eleva lleugerament per sobre de la superfície. La vora que sobreviu no és del tot circular, amb bonys cap al nord i l'oest. Assoleix una alçada màxima d'aproximadament 0,7 km. El cràter satèl·lit més petit, Wolf B, se superposa a la vora sud, i tots dos cràters s'han fusionat en una sola formació. Les crestes baixes es connecten amb la vora exterior a l'est i al sud.

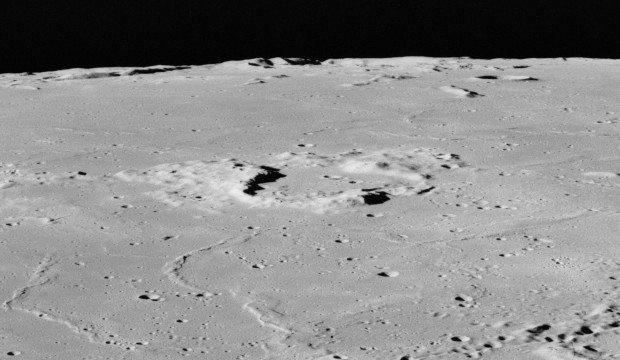
Fotografia de la missió Apollo 16
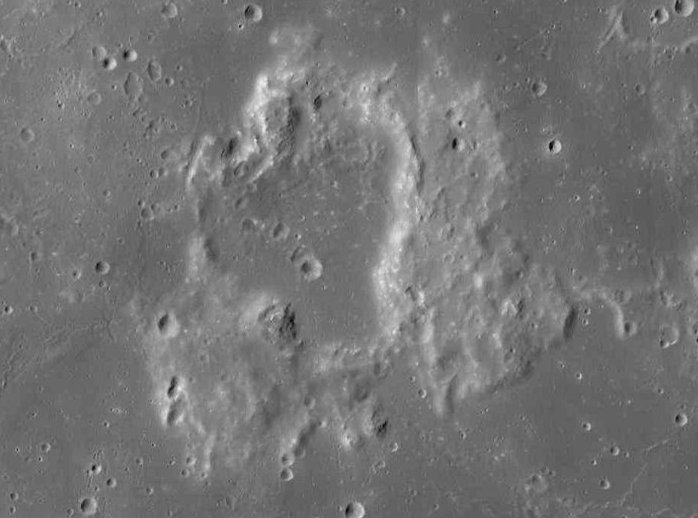
Fotografia de la missió Lunar Reconnaissance Orbiter

## Cràters satèl·lits
Per convenció aquests elements són identificats en els mapes lunars posant la lletra en el costat del punt central del cràter que està més proper a Wolf.
| Wolf | Coordenades                          | Diàmetre |
| ---- | ------------------------------------ | -------- |
| A    | 22° 12′ S, 18° 24′ O / 22.2°S,18.4°O | 6 km     |
| B    | 23° 06′ S, 16° 24′ O / 23.1°S,16.4°O | 17 km    |
| C    | 24° 06′ S, 14° 30′ O / 24.1°S,14.5°O | 3 km     |
| E    | 23° 54′ S, 16° 18′ O / 23.9°S,16.3°O | 2 km     |
| F    | 22° 00′ S, 14° 54′ O / 22.0°S,14.9°O | 3 km     |
| G    | 22° 30′ S, 16° 48′ O / 22.5°S,16.8°O | 7 km     |
| H    | 23° 00′ S, 14° 42′ O / 23.0°S,14.7°O | 8 km     |
| S    | 21° 12′ S, 16° 30′ O / 21.2°S,16.5°O | 35 km    |
| T    | 23° 24′ S, 18° 48′ O / 23.4°S,18.8°O | 27 km    |